# Bain & Company
Bain & Company è una società di consulenza strategica fondata nel 1973 dall'ex vicepresidente di Boston Consulting Group, Bill Bain e dai suoi colleghi, tra cui Patrick F. Graham. Ha il proprio quartier generale a Boston, negli Stati Uniti d'America. È stata definita dal Forbes Magazine come una delle più ambiziose società di consulenza al mondo., nonché dal Consulting Magazine come la "Best Firm to Work For" (migliore azienda per cui lavorare) consecutivamente dal 2003 al 2007 e nel 2011, 2012 e 2013..
Tra la fine degli anni '70 e l'inizio degli anni '80, l'azienda crebbe rapidamente. Bill Bain ha successivamente scorporato l'attività di investimenti alternativi in Bain Capital nel 1984 e ha nominato Mitt Romney come primo CEO. Bain ha vissuto diverse battute d'arresto e problemi finanziari dal 1987 all'inizio degli anni '90. A Romney e Orit Gadiesh viene attribuito il merito di aver riportato l'azienda alla redditività e alla crescita nei loro ruoli rispettivamente di CEO e presidente dell'azienda. Negli anni 2000, Bain & Company ha continuato ad espandersi e a creare ulteriori aree di attività incentrate sulla collaborazione con organizzazioni no-profit, aziende tecnologiche e altri. Ha sviluppato una pratica sostanziale nel lavorare con società di private equity.
In Italia, la società opera dal 1989 attraverso le sedi di Roma e di Milano con un network di oltre 400 professionisti.

## Premi e Riconoscimenti
Bain & Company ha ottenuto numerosi riconoscimenti per merito del suo prestigio, della sua cultura aziendale e dei suoi valori.
La società, infatti ha ottenuto:
- il primo posto nel Vault Consulting Rankings del 2021 e 2020. Venendo inoltre riconosciuta come una delle migliori aziende di consulenza per la sua filosofia aziendale;[7]
- il primo posto nella classifica 2021 dei "Best Places to Work" di Glassdoor, mantenendosi come negli ultimi 12 anni tra le ‘top four’ della classifica.[8]

Inoltre è rientrata:
- nel top 5% tra le migliori organizzazioni valutate in termini di CSR (Corporate Social Responsibility) secondo il "Gold-Level Corporate Social Responsibility Rating" di EcoVadis;[9]
- nei Best Places to Work for LGBTQ Equality 2019, campagna per i diritti umani;[10]
- nelle Best Companies 2019, Working Mother;
- nei Top 100 Innovators in Diversity & Inclusion 2018, Mogul